# Рейс Париж — Монте-Карло
«Рейс Париж — Монте-Карло» (фр. Le Raid Paris-Monte Carlo en deux heures, 1905) — французский короткометражный художественный фильм Жоржа Мельеса.

## Сюжет
Бельгийский король Леопольд был знаменит на парижских бульварах тем, что у него была связь с парижской танцовщицей Клео де Мерод, и ещё бесчисленными автомобильными катастрофами.
Машину ведёт актёр играющий бельгийского короля Леопольда II. Он покупает новый автомобиль и давит полицейского сержанта, сплющив его, как лист бумаги. Затем он надувает его насосом и едет на площадь Оперы, где его приветствует труппа «Фоли-Бержер».
Далее машина короля взбирается на Альпы (макет), разрезает на куски таможенного чиновника, приезжает на Лазурный Берег и давит продавца апельсинов, поезд, стол и въезжает в Монте-Карло.

## Интересные факты
- Фильм Мельеса «Автопробег «Париж — Нью-Йорк»» во многом повторяет «Рейс Париж-Монте-Карло».